# Drzewa (album)
Drzewa – solowy album Wojciecha Hoffmanna, wydany w roku 2003.
Pierwsza solowa płyta Wojciecha Hoffmanna miała ona powstać już w 1990 roku (nakłaniał go do tego Tomasz Dziubiński, który wtedy opiekował się zespołem Turbo). Jednak dopiero na początku roku 2002 czteroosobowy skład: Wojciech Hoffman, Tomasz Krzyżaniak, Arkadiusz Malinowski i Mariusz Zakrzewski nagrał 6-utworowe demo. Po dwóch miesiącach Wojciech Hoffmann i Tomasz Krzyżaniak zaczęli dopracowywać utwory, które wcześniej były w fazie szkiców. Przy okazji powstawały nowe kompozycje, np. "Suita", najdłuższy utwór na płycie. W 2002 roku ukazał się na rynku singiel Irlandzki.
Zawierający 12 instrumentalnych utworów album został wydany w roku 2003. W roku 2004 płyta została uhonorowana nagrodą miesięcznika Gitara i Bas w kategorii "Najlepsza płyta gitarowa hard&heavy".

## Realizacja albumu
Nagrania dokonano w ART Studio w Pile. Realizacją zajął się Artur Szałowski.

### Perkusja
Na perkusji grał Tomasz Krzyżaniak. Wykorzystano zestawy perkusyjne Pearl i Premier Artist Maple, werbel Pearl MMX 5,5", podwójną stopę Iron Cobra Twin oraz Talerze perkusyjne firm Zildjian i Sabian.
Podczas nagrań demo zastosowano mikrofony Shure SM57. Podczas właściwego nagrania do tomów i werbla wykorzystano mikrofony Sennheiser Evolution, do stopy – AKG D112, a do talerzy – małomembranowe mikrofony pojemnościowe Audio Technica. Do stopy i werbla zastosowano tylko po jednym mikrofonie, ale w zamian za to pod ich uderzenia podkładane były sample.

### Gitara basowa
Bas nagrywał Arkadiusz Malinowski, korzystając z gitar basowych Music Man: cztero- i pięciostrunowej. Do kształtowania brzmienia użyto procesora Line6 POD Pro.

### Gitary
Partie gitar elektrycznych nagrał Wojciech Hoffmann korzystając z instrumentów Ibanez JEM model Steve Vai oraz Gibson SG Standard 1978. Dźwięk z gitar był rozdzielany za pomocą delaya Line6 DL4, ustawionego na bypass, po czym trafiał do stereofonicznego przedwzmacniacza Tech 21 PSA-1 oraz wzmacniacza Mesa Boogie 50/50 z kolumną Marshall, omikrofonowaną Shurem SM57 ustawionym w 1/4 średnicy głośnika.
Wszystkie partie gitar solowych zarejestrowano używając procesora Line6 POD Pro z emulacjami wzmacniaczy Soldano, Marshall i Mesa Boogie Rectifier. Wojciech Hoffmann wykorzystał także EBow oraz slide.
W partiach gitary akustycznej zastosowano instrumenty Washburn i 12-strunową Yamahę XP. Sygnał z przetwornika trafiał do przedwzmacniacza TLAudio 5051.

### Instrumenty klawiszowe
Wykorzystano instrumenty wirtualne ES2 zaimplikowane w programie Logic Stuio, przede wszystkim barwy Hammond i Electric Piano ESP73, moduł brzmieniowy Ensoniq Mr Rack (barwy typu pad i string) oraz syntezatory Roland D-50 i Kurzweil K2000.

### Pozostałe instrumenty
Skrzypce, na których grała Ewa Szyk, nagrano przy pomocy mikrofonu pojemnościowego AKG C3000.

### Miks
Do odsłuchu wykorzystano monitory Tannoy PBM 6.5 II. Podczas miksowania do sekcji rytmicznej dokładane były kolejno pozostałe elementy, począwszy od partii harmonicznych, podkładów, instrumentów klawiszowych, aż do gitar podkładowych i instrumentów solowych. Głównymi narzędziami były tu filtry, korektory i kompresory aplikacji Logic Audio Platinum 5.5. Dla rozjaśniania i eksponowania ścieżek często stosowano exciter, zwłaszcza na śladach gitar, wcześniej stosując korekcję.

### Mastering
Mastering wykonał Artur Szałowski. Wykorzystano wtyczki programu Logic Audio Platinum 5.5. Przy miksie poziom był ustawiony na około -6dB, podczas masteringu podciągnięto go do zera.

## Lista utworów
Opracowano na podstawie materiału źródłowego:
1. "Delhi"
2. "N.Y.C"
3. "Pendolino"
4. "Małe smutki duże nadzieje"
5. "Płomienne myśli"
6. "Powrót do przeszłości"
7. "Jem session"
8. "Irlandzki"
9. "Sahara express"
10. "Rajska jabłoń"
11. "Dębowy gaj - część 1"
12. "Dębowy gaj - część 2"
13. "Dębowy gaj - część 3"
14. "Brzozy pamięci"

## Twórcy
Opracowano na podstawie materiału źródłowego:
- Wojciech Hoffmann – gitary, instrumenty klawiszowe, pomysł okładki
- Tomasz Krzyżaniak – perkusja
- Arkadiusz Malinowski – gitara basowa
- Mariusz Zakrzewski – instrumenty klawiszowe
- Ewa Szyk – skrzypce
- Patrycja Napierała – bodhrán
- Jarek Wietrzyński – flecik polski
- Piotr Kałużny – fortepian, piano Fendera
- Artur Szałowski – realizacja nagrania, miks, mastering
- Magdalena Sołtysik, Sebastian Grzesiak – projekt i skład okładki